# Cedar Grove (Luisiana)

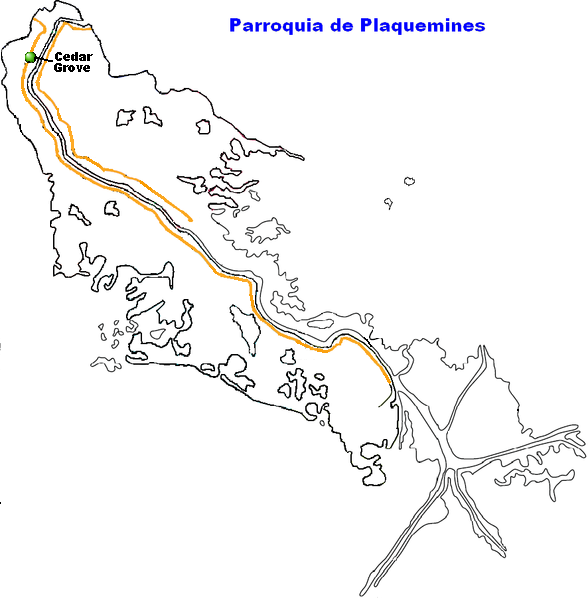
Localización de Cedar Grove en el mapa de la Parroquia de Plaquemines.

Cedar Grove es una pequeña comunidad ubicada sobre el delta del río Misisipi, dentro de la parroquia de Plaquemines, en el estado de Luisiana, Estados Unidos.

## Geografía
La localidad de Cedar Grove se localiza en 29°47′41″N 90°01′20″O / 29.79472, -90.02222. Esta comunidad posee sólo un metro de elevación sobre el nivel del mar, convirtiéndola una zona proclive a las inundaciones. Su población se compone de menos de doscientos habitantes. Esta comunidad se localiza a veinte kilómetros de Nueva Orleans la principal ciudad de todo el estado, y a 512 kilómetros del aeropuerto internacional más cercano, el (IAH) Houston George Bush Intercontinental Airport.